# 마현 다산마을

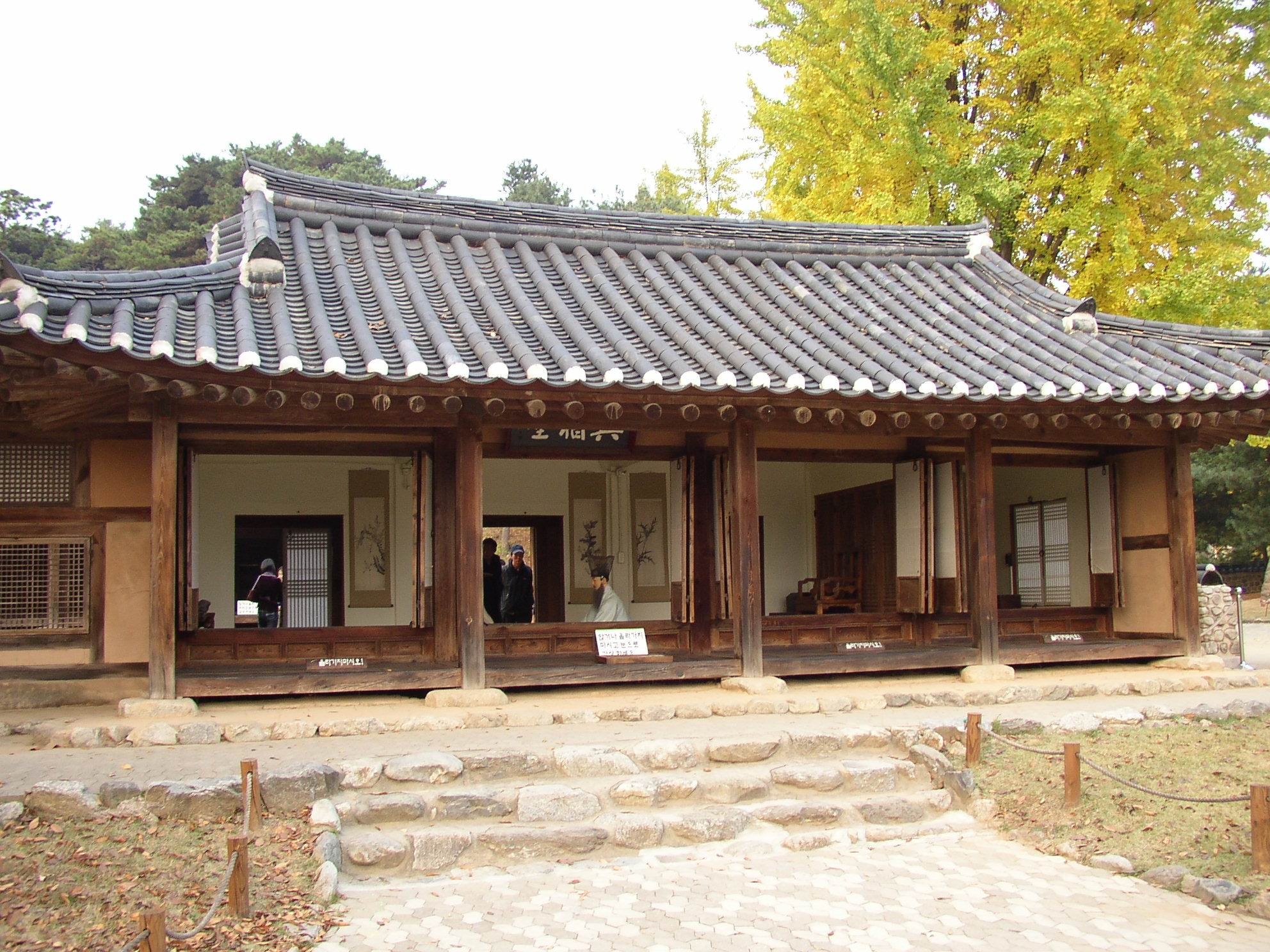
정약용의 생가 여유당

마현 다산마을(馬峴 茶山~, 마재)은 경기도 남양주시 조안면 능내리에 위치한 관광지이다. 능내역 뒤쪽의 북한강변에 자리잡은 작은 마을로서 다산 유적지로 지정되어 있다. 조선시대 실학자 정약용의 생가와 묘소가 있는 곳이다.

## 개요
다산 유적지에 들어서면 가장 먼저 나란히 서 있는 유물관과 문화관을 만난다. 유물관에는 다산의 영정 및 《목민심서》, 《흠흠신서》, 《경세유표》 등 다산의 실학사상이 담긴 저서와 집필기록, 산수화 등을 비롯해 거중기와 녹로 등 그가 만들었던 역사적인 물건들까지 재현해 놓았을 뿐 아니라, 다산초당, 천일각 등 그가 유배살이 하던 곳을 섬세한 모형으로 만들어 전시해 두었다. 또한 다산 문화관에서는 강당에서 다산 영상물 및 교육자료를 상영하며, 다산학 무료강좌와 최첨단 자료를 이용하여 다산에 관한 자료를 이용할 수 있도록 해놓았다.
유물관과 문학관을 나서면 뒤로 널찍한 광장을 사이에 두고서 다산 정약용 선생의 생가인 '여유당'이 눈에 들어온다. 단아한 목조건물 여유당은 자료에 의해 거의 원형에 가깝게 복원해 놓은 서른세칸의 전통 양반집이다. 큰 나무 그늘과 나즈막하고 단아한 담장이 양반의 울타리를 넘어 아랫사람들을 허물없이 대했던 다산의 성품을 보여주듯 편하게 와 닿는다. 여유당 안은 무척이나 깨끗하고 검소하다. 규모도 작고 주변이 화려하지도 않다.
다산마을은 팔당호와 인접해 경치가 아름답다. 호숫가로 나가면 밤나무숲과 운동장이 있고, 강변을 따라 걷는 자갈길이 있고 일교차가 큰 가을 아침에는 스멀스멀 피어오르는 물안개로 장관을 이룬다.
생가와 북한강이 한눈에 내려다 보이는 생가 뒤쪽의 나즈막한 산허리에 그의 묘역이 조성되어 있다. 묘지 초입에 높이 약 2.5m, 폭 1m 정도의 다산을 기리는 비석이 있고 뒷편에 다산의 묘가 자리잡고 있다. 묘지에서는 아래로 북한강과 건너편의 분원까지 한눈에 조망된다. 묘소에서 좌측의 오솔길을 따라 내려오다보면, 선생을 추모하여 세워진 문도사라는 사당이 나타난다. 그곳은 출입을 통제하고 있다.
유기농으로 재배하는 딸기농장이 있으며 이 곳에서 수확 체험도 할 수 있다.
다산 유적지 앞에는 카페와 식당이 여럿있다. 카페와 식당들 사이의 좁은 길 안으로 들어가면 북한강변에 닿는다. 강변에는 넓은 광장과 간이매점이 있다. 예전에는 이곳이 엠티(MT) 장소로 유명했으나 지금은 조금 시들한 편이다. 그럼에도 주말에는 많은 사람들이 이곳에서 야유회를 즐긴다.

## 참고 자료
- 《국민일보》(한가위 가볼만한 서울근교) ‘실미도·북한강변’ 등 그림 같은 풍경 장관 (2006-09-28 17:28)